# Província de Pavlodar
La província de Pavlodar (en kazakh Павлодар облысы Pavlodar oblısı, پاۆلودار وبلىسى) és una província del Kazakhstan. La seva població és de 744.860 habitants repartits en una àrea de 124.800 km². La seva capital és la ciutat de Pavlodar, la població de la qual és de 300.200 habitants.
La província de Pavlodar limita amb la Federació Russa al nord, i també limita amb les següents províncies del Kazakhstan: Província d'Akmolà (a l'oest), Província del Kazakhstan Oriental (al sud-est), província del Kazakhstan del Nord (al nord-oest), i província de Kharagandí (al sud). Degut a la colonització de Terres Verges de Nikita Khrusxov, una gran població, especialment ucraïnesos, va immigrar a Pavlodar. El riu Irtix flueix des del Massís de l'Altai de la Xina cap a la Federació Russa a través de la província; el Canal Irtix-Kharagandí travessa la part occidental de la província, prenent part de les aigües del riu a Ekibastuz i Kharagandí.
Dins d'ella es localitza el Parc Nacional de Bayanaul, situat a 100 quilòmetres de la ciutat d'Ekibastuz.

## Demografia i grups ètnics
La província de Pavlodar acull una gran quantitat de grups ètnics:
- Kazakhs - 44,7%
- Russos - 39,2%
- Ucraïnesos - 6,8%
- Alemanys - 3,2%
- Tàtars - 2,1%
- Belarussos - 0,9%
- Moldaus - 0,4%
- ingúixos - 0,25%
- Txetxens - 0,25%
- àzeris - 0,25%
- Baixkirs - 0,2%
- Altres - 1,75%.

## Divisió administrativa
La província es divideix administrativament en deu districtes i les ciutats de Pavlodar, Aksu, i Ekibastuz.
1. Districte d'Aktogay, amb el centre administratiu en el poble d'Aktogay;
2. Districte de Bayanaul, el poble de Bayanaul;
3. Districte d'Ertis, el poble d'Ertis;
4. Districte de Kashyr, el poble de Kashyr;
5. Districte de Lebyazhye, el poble d'Akku;
6. Districte de May, el poble de Koktobe;
7. Districte de Pavlodar, la ciutat de Pavlodar;
8. Districte de Sharbakty, el poble de Sharbakty;
9. Districte d'Uspen, el poble d'Uspenka;
10. Districte de Zhelezin, el poble de Zhelezinka.

Tres localitats de la província de Pavlodar tenen categoria de ciutat: Pavlodar, Aksu, i Ekibastuz.